# Токсикология

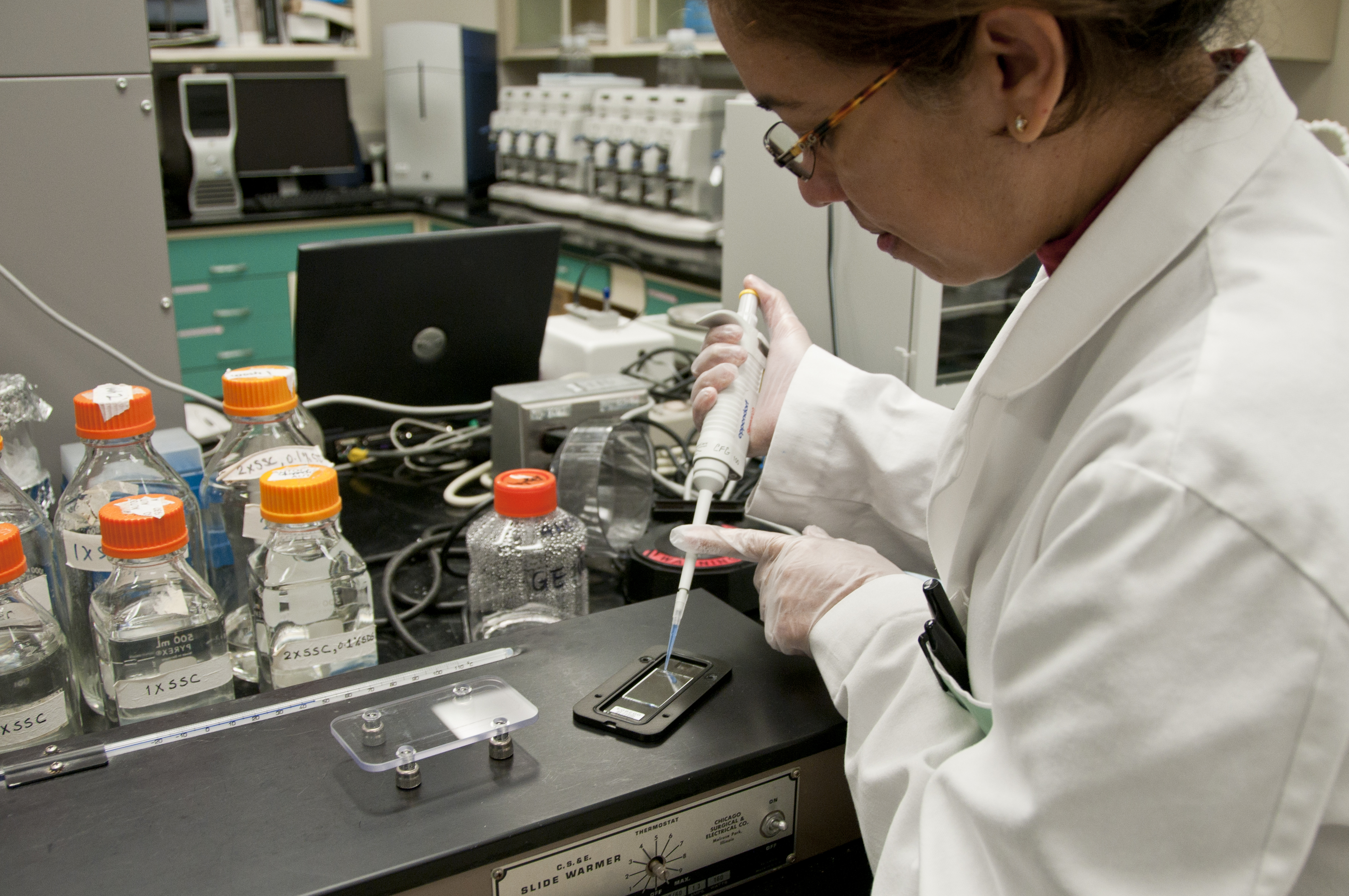
Токсикологическое исследование

Токсиколо́гия (от греч. τοξικος — яд и λογος — наука, то есть τοξικολογία — наука о ядах) — область медицины, изучающая ядовитые (токсичные) вещества, потенциальную опасность их воздействия на организмы и экосистемы, механизмы токсического действия, а также методы диагностики, профилактики и лечения развивающихся вследствие такого воздействия заболеваний.

## Основные вопросы токсикологии
Ведущими задачами в токсикологии является установление токсических доз веществ на различные организмы, прежде всего на человека; раскрытие механизмов действия веществ в токсических дозах, их метаболизма, в том числе исследования генотоксичности, намеренной или непредумышленной ятрогенной терратогенности, эмбриотоксичности, а также канцерогенности ксенобиотиков, определение источников контаминации токсинами различных объектов, токсикологическая оценка новых лекарственных средств, изучение токсикокинетики и токсикодинамики токсинов.

## Отдельные направления науки

### Теоретическая токсикология
Раздел токсикологии, решающий проблемы выявления основных законов взаимодействия организма и ядов, их токсикокинетики и токсикодинамики.

### Клиническая токсикология
Раздел токсикологии, исследующий заболевания человека, возникающие вследствие токсического влияния химических соединений с целью научного обоснования методов диагностики, профилактики и терапии отравлений.

### Профилактическая токсикология
Раздел токсикологии, изучающий способы предупреждения потенциальной опасности воздействия токсичных веществ на живые организмы и экосистемы.

### Экологическая токсикология
Наука, изучающая эффекты воздействия токсичных веществ и токсичных продуктов трансформации прочих веществ на экосистемы и их круговорот в биосфере, их влияние на организмы животных и человека, в особенности в пищевых цепях.

### Судебная токсикология
Судебная токсикология — отрасль судебной медицины, изучающая отравления в целях убийства, самоубийства или возникающие в результате несчастных случаев на производстве и в быту.

### Военная токсикология
Военная токсикология — направление, связанное с изучением отравляющих веществ, предназначенных или используемых в условиях военных действий. Её основная задача — разработка средств и методов защиты человека от боевых отравляющих веществ (БОВ).